# Nikon D7200
La Nikon D7200 è una DSLR da 24 megapixel in formato APS-C la cui uscita è stata annunciata da Nikon il 2 marzo 2015. La distribuzione è iniziata a partire dal 19 marzo dello stesso anno. È stata lanciata a un prezzo di circa 1200 euro sul mercato italiano. Due anni dopo la si può trovare al di sotto dei 1000 euro.
È il modello successore della Nikon D7100 e beneficia (tra le altre cose) dei seguenti miglioramenti:
- Maggiorata la dimensione del buffer che, associata al suo più alto frame rate (6 fotogrammi al secondo), è in grado di memorizzare diciotto immagini raw (intero frame APS-C registrato, a 14 bit compressi senza perdita di dati), mentre la D7100 poteva memorizzare al massimo sei immagini.
- Il sensore ottico CMOS è stato sostituito con un modello diverso, che (a differenza del D7100) è meno incline a generare bande di rumore nelle immagini con toni scuri come la fotografia notturna (uno scenario tipico è rappresentato dalla fotografia astronomica).
- Tutti i 51 sensori autofocus (AF) hanno prestazioni migliorate in presenza di scarsa illuminazione, con l'effetto che sua sensibilità alla luce migliora sensibilmente i valori di esposizione (-3 EV) rispetto alla D7100 (-2 EV).Ad esempio -3 EV consente una messa a fuoco automatica in scene all'aperto illuminate solamente dalla luna piena, luce artificiale o scene a lume di candela.
- Aggiornato il processore di immagini, (EXPEED 4 sostituisce EXPEED 3).
- Diminuito il consumo di energia, così da avere circa 1110 scatti per singola ricarica, con un incremento di circa 160 rispetto alla D7100 alle stesse condizioni di scatto.
- Il modulo Wi-Fi adesso è interno, così come NFC, semplificando la connessione con smartphone, tablet e PC.
- Il layout del display di spalla è stato semplificato. La sua dimensione complessiva rimane identica a di prima, ma alcune informazioni secondarie sono state rimosse, ordinate o ingrandite in favore di elementi più rilevanti.
- L'interfaccia del dislpay posteriore è stata leggermente modificata.
- Una nuova modalità di elaborazione immagine (chiamato "Flat Picture Control"), che non cambia la curva di riproduzione dei toni originali, è stata adottata nei modelli di fascia superiore. Di questo troveranno beneficio fotografi e cineoperatori che preferiscono vedere istogrammi e immagini di anteprima con l'alta fedeltà di tono durante le riprese di scene con una gamma dinamica elevata, e preferiscono rimandare eventuali regolazioni tonali in seguito durante la post-elaborazione.
- La modalità di massima qualità video (1080 linee / 60 fotogrammi al secondo a una dimensione di frame ridotta dal fattore 1.3) è stata migliorata eliminando l'interlacciamento (60p) rispetto a quanto presente nella D7100 (60i).

L'estetica del corpo macchina è stata lasciata invariata, in particolare gli accorgimenti e le modifiche più profonde adottate su altri modelli recenti, come la D5500, non sono stati adottati per la D7200.

## Gallery

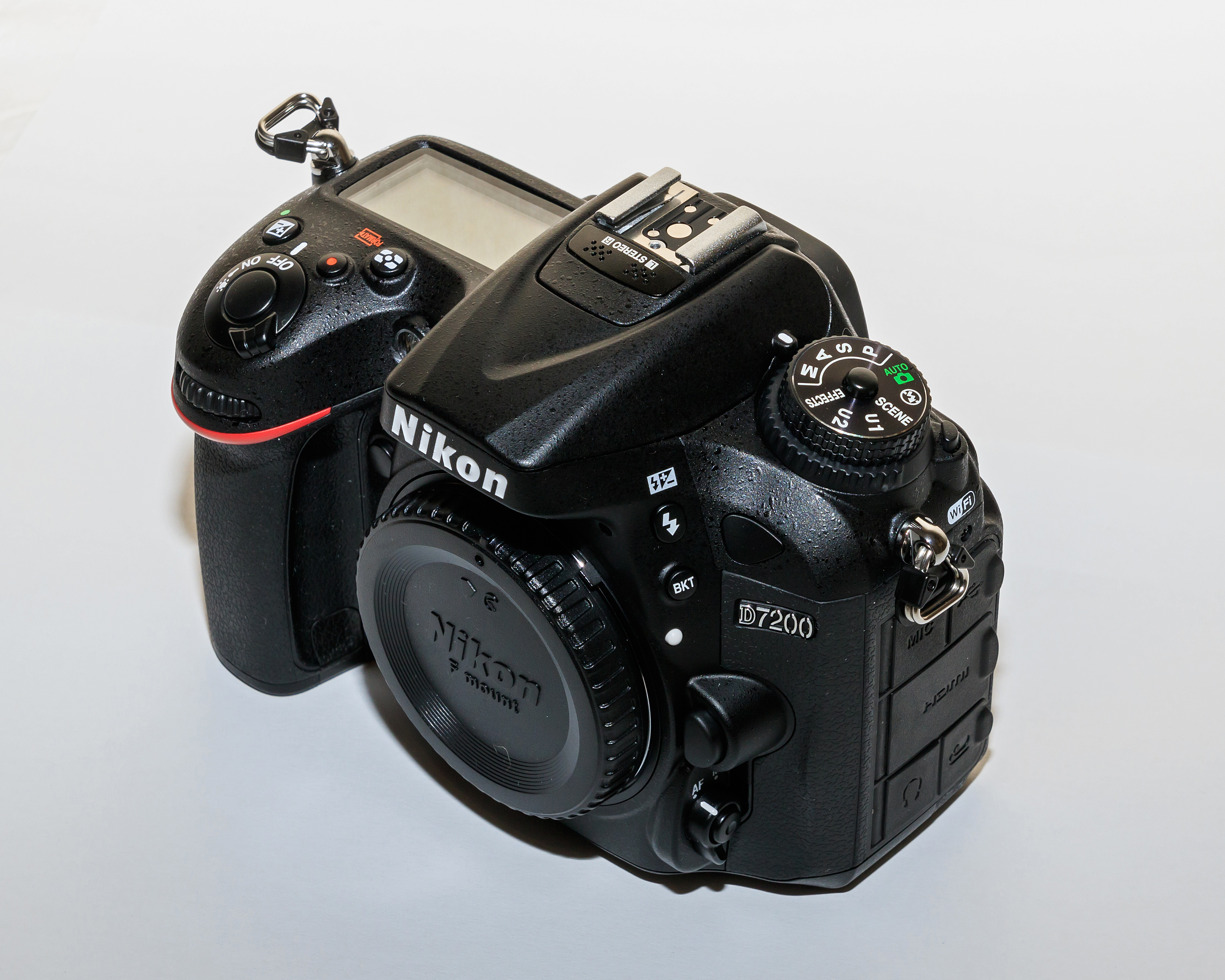
Vista frontale, solo corpo
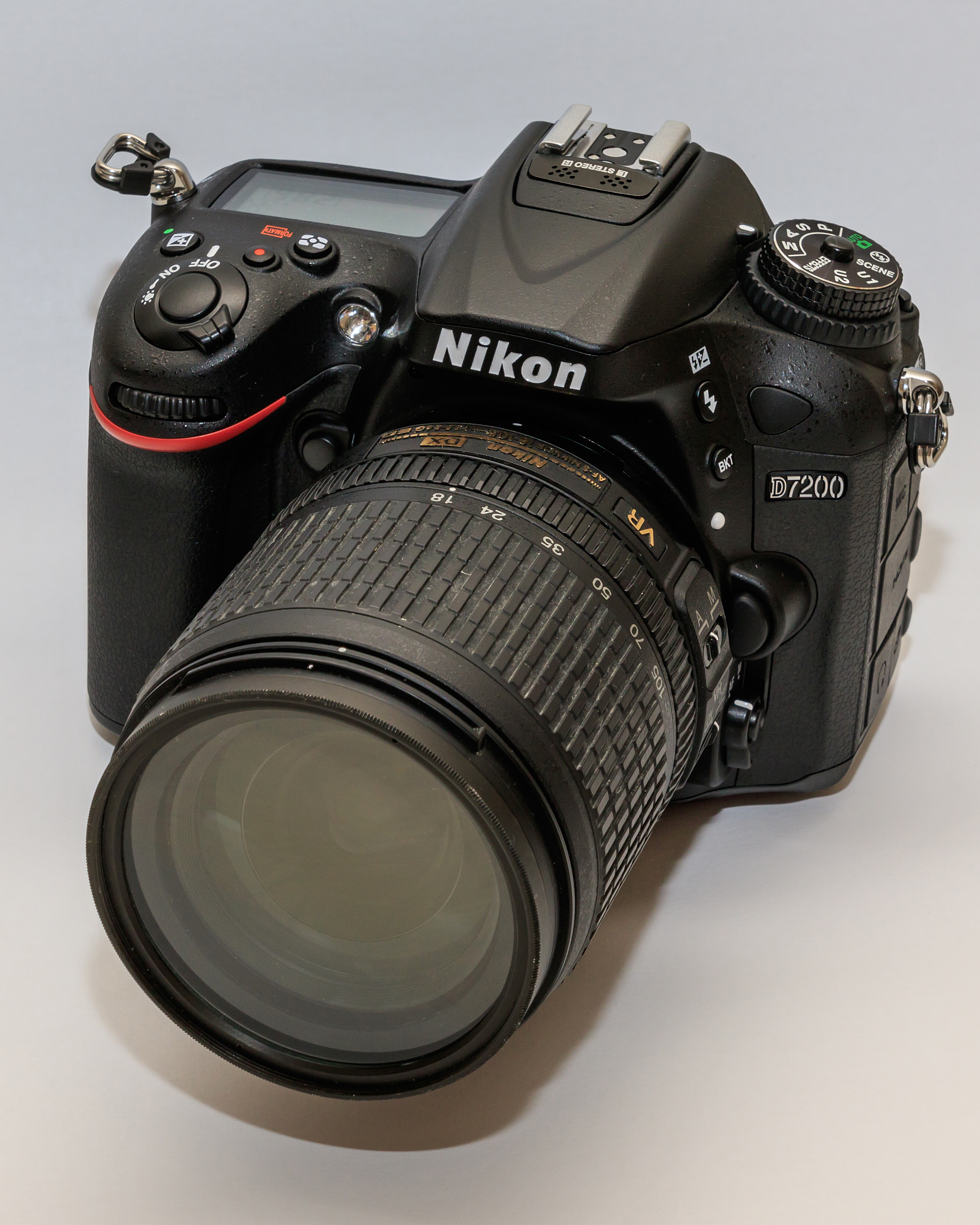
Con AF-S DX Nikkor 18-105mm f/3.5-5.6G ED VR
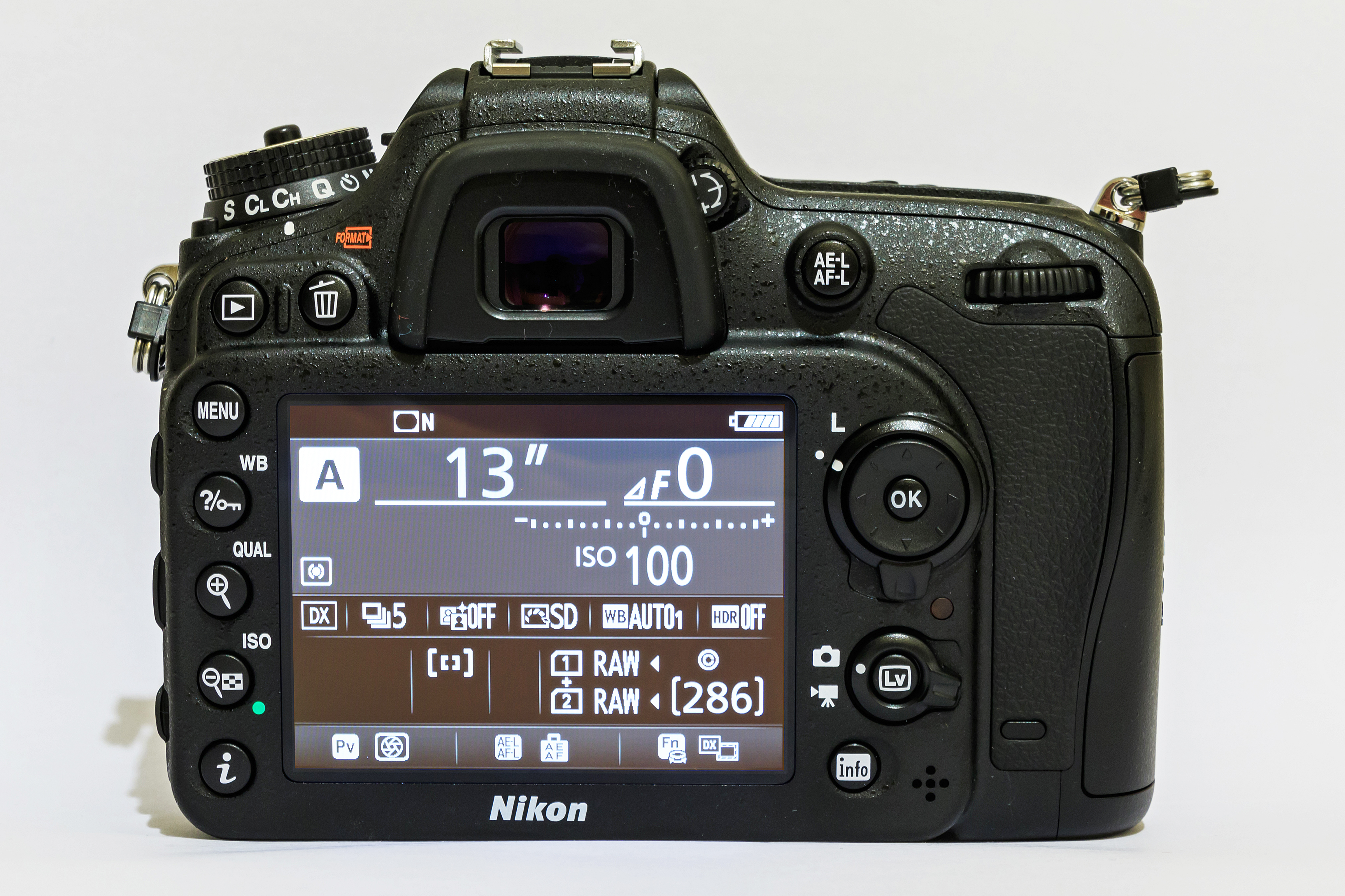
Vista da dietro